# 怀履光
怀履光（William Charles White，1873年8月22日—1960年1月24日）是加拿大圣公会在中国的传教士主教，后来成为一位汉学家。

## 生平
怀履光出生于英格兰德文郡，为家中长子。8岁时全家移民加拿大安大略省，1896年毕业于多伦多圣公会威克里夫神学院，接受按立。他在多伦多三一堂一年后，加入英国圣公会差会，前往中国福建省建瓯等地传教。1909年，加拿大圣公会决定单独向中国传教，委任怀履光为河南教区首任主教，11月30日在多伦多圣雅各座堂接受祝圣。1910年5月，怀履光进入河南省会开封，在行宫角兴建三一座堂。他在河南主持赈灾，受到中国政府多次表彰。同时河南的圣公会信徒人数也迅速增加到1000多人。1928年，怀履光盗挖洛阳金村大墓，其中一些文物后来被加拿大皇家安大略博物馆收藏。(盗墓一事存疑，现另有依据说怀本人从未一达过金村现场，都是依靠代理人进行收购)。怀履光担任主教职务直到1934年退休回国，由中国籍的郑和甫继任主教。此后他担任多伦多大学中国研究系主任，至1948年。1960年，怀履光在多伦多去世。